# Hebron (Indiana)
Hebron és una població dels Estats Units a l'estat d'Indiana. Segons el cens del 2000 tenia 3.596 habitants.

## Demografia
Segons el cens del 2000, Hebron tenia 3.596 habitants, 1.410 habitatges, i 984 famílies. La densitat de població era de 895,8 habitants/km².
Dels 1.410 habitatges en un 38,6% hi vivien nens de menys de 18 anys, en un 54,4% hi vivien parelles casades, en un 11% dones solteres, i en un 30,2% no eren unitats familiars. En el 27,5% dels habitatges hi vivien persones soles el 12,8% de les quals corresponia a persones de 65 anys o més que vivien soles. El nombre mitjà de persones vivint en cada habitatge era de 2,55 i el nombre mitjà de persones que vivien en cada família era de 3,12.
Per edats la població es repartia de la següent manera: un 29% tenia menys de 18 anys, un 9,8% entre 18 i 24, un 29,7% entre 25 i 44, un 19,3% de 45 a 60 i un 12,3% 65 anys o més.
L'edat mediana era de 33 anys. Per cada 100 dones de 18 o més anys hi havia 89,6 homes.
La renda mediana per habitatge era de 42.103$ i la renda mediana per família de 52.036$. Els homes tenien una renda mediana de 46.865$ mentre que les dones 21.855$. La renda per capita de la població era de 18.119$. Entorn del 3,4% de les famílies i el 4,2% de la població estaven per davall del llindar de pobresa.

## Poblacions més properes
El següent diagrama mostra les poblacions més properes.